# ستيفن ك. باوم
ستيفن ك. باوم (بالإنجليزية: Steven K. Baum)‏ هو عالم نفس أمريكي، ولد في 4 ديسمبر 1953.

## وصلات خارجية
- الموقع الرسمي